# Toskisch
Het Toskisch (Albanees: toskë / toskërisht / Toskërishtja) is een van de twee dialectgroepen binnen het Albanees gesproken door de Tosken. De grens met de andere dialectgroep, het Gegisch, wordt gevormd door de rivier Shkumbin in Midden-Albanië. Ten zuiden van deze rivier bevindt zich een overgangszone van 10 tot 20 kilometer. Derhalve wordt in heel Zuid-Albanië en ook door de Albaneestaligen in Griekenland Toskisch gesproken. Ook het Arbëresh in Zuid-Italië behoort tot de Toskische dialectgroep. Ook binnen de dialectgroep bestaan grote verschillen. Het Gegisch en het Toskisch onderscheiden zich op het vlak van de fonologie, het lexicon en de grammatica. In het Toskisch komt het foneem ë vaak voor, dat onbeklemtoonde klinkers vervangt. De Albanese schrifttaal is voornamelijk op het Toskisch gebaseerd.
In tegenstelling tot de voornamelijk islamitische en Katholieke Gegen zijn onder de Tosken de islam en de orthodoxe Kerk wijdverspreid.